# Juan Martín López
Juan Martín López (Buenos Aires, 25 de mayo de 1985) es un exjugador argentino de hockey sobre césped. Formó parte de la Selección nacional. Jugó en el Club Banco Provincia de Buenos Aires, saliendo tres veces campeón metropolitano en 2004, 2011 y 2018.
Tras finalizar su participación en los Juegos Olímpicos de Tokio 2020, Juan Martín se retiró de la Selección.

## Carrera deportiva
Juan Martín se formó en las categorías inferiores del Club Banco Provincia de Buenos Aires. En 2004 comenzó a jugar en mayores en su club y en 2007, con 21 años, debutó en la Selección nacional.
- 2004: campeón del Torneo Metropolitano con el Club Banco Provincia.[2]
- 2005: integró la Selección juvenil que fue campeona panamericana en Cuba y campeona mundial en Róterdam, primer título mundial de una Selección masculina de hockey sobre césped.
- 2011: medalla de oro en los Juegos Panamericanos de Guadalajara. Campeón metropolitano con Banco Provincia.[3]
- 2014: medalla de bronce en el Campeonato Mundial.[4]
- 2015: medalla de oro en los Juegos Panamericanos de Toronto.
- 2016: medalla de oro en los Juegos Olímpicos de Río de Janeiro 2016.[5]
- 2019: medalla de oro en los Juegos Panamericanos de Lima.[6]